# أبو الضيا توفيق
أبو الضيا توفيق هو كاتب وصحفي وناشر تركي ولد في إسطنبول عام 1848 م وتوفي في 27 يناير عام 1913 م. وبعد أن عمل في السلك الوظيفي بفترة قصيره بدأ عمله في الصحافة. التي من خلالها التقى بالمثقفين وغيرهم من الذين تربطهم علاقات بالعثمانين الشباب وسرعان مع انضم إلى حركتهم.
وقد أصدر مع نامق كمال جرائد (عبرت، حديقة، سراج). وأبو الضيا توفيق الذي كان عضواً في جمعية العثمانين الجدد (گنج عثمانليلر) كان قد نُفِى إلى رودس عام 1873 م مع أحمد مدحت افندي بسبب الأحداث التي أعقبت عرض مسرحية (وطن ياخود سلسترا). ولدى عودته بثلاث سنوات انشأ (كتبخانهء أبو الضيا) حيث قام بنشر العديد من الكتب لكتّاب مشاهير في عصره أمثال (نامق كمال وضيا باشا وشناسي وأحمد راسم[ ؟ ] ورجائي زاده محمود أكرم ومعلم ناجي). كما أصدر (مجموعة أبو الضيا) في عام 1800 م . وقد أبعدته حكومة عبد الحميد إلى قونية في عام 1900 بزعم أن سياسة الدولة الوظيفية لا تتوافق مع طبيعة عمله. وفي عام 1908 م أٌختير نائباً عن أنطاليا لمجلس المبعوثان الذي أفُتتح مع إعلان المشروطية الثانية. وبعد ذلك أصدر جريدة (تصوير أفكار) عام 1909 م، ثم أعاد إصدار (مجموعهء أبو الضيا) مجدداً. وقد ذاع صيته من خلال إسهاماته في مجال النشر بوصفه ناشراً مشهوراً في عصره بالإنتاج المؤلف والمترجم في مجالات مثل المسرح.

## أعماله الرئيسية
- مسرحية (أجل قضا).
- (نمونهء ادبيات عثمانيه) مختارات من الأدب العثماني.
- (يكى عثمانليلر تاريخى) تاريخ العثمانيين الحديث (تاريخي وترجمة سير)
- (لغات أبو الضيا) معجم أبو الضيا في مجلد واحد